# سد عایش
سد عایش (به عربی: سد وادی عیاش) یک سد در عربستان سعودی است که در استان عسیر واقع شده‌است.